# Michael Stephens
Michael Francis Stephens (Hinsdale, 3 aprile 1989) è un ex calciatore statunitense, di ruolo centrocampista.

## Carriera

### Club

#### Gli inizi
Stephen è cresciuto a Naperville e ha frequentato l'Edison Academic Center, giocando a calcio alla UCLA. È stato nominato Rookie of the Year nel 2006, venendo inoltre selezionato per la prima squadra della Top Drawer Soccer All-Freshman e per la seconda della Soccer America's All-Freshman, totalizzando 24 presenze nella sua stagione d'esordio.
Nel 2008, è stato incluso nella seconda squadra della Soccer America MVP ed è diventato il terzo giocatore della storia dei Bruins ad ottenere il premio come Pac-10 Player of the Year. Ha concluso la sua carriera alla UCLA con 81 presenze, 11 gol e 20 assist.
Sempre durante il periodo del college, Stephens ha giocato due anni col Chicago Fire Premier.

#### Los Angeles Galaxy
Durante l'MLS SuperDraft 2010, Stephens è stato la 16ª scelta del primo turno ed è andato a giocare al Los Angeles Galaxy. Ha esordito nella Major League Soccer in data 27 marzo 2010, subentrando a Juninho nella vittoria per 1-0 sul New England Revolution. La prima rete è arrivata il 30 maggio successivo, nel successo per 0-2 sul campo del Columbus Crew. È rimasto in squadra dal 2010 al 2013, vincendo due campionati (2011 e 2012) e per due volte il Supporters' Shield (2010 e 2011). A questi titoli, vanno aggiunti due successi nella Western Conference, nel 2011 e nel 2012.

#### Stabæk
A partire dal mese di gennaio 2014, si è aggregato ai norvegesi dello Stabæk per sostenere un provino. Il 4 marzo successivo, ha firmato ufficialmente un contratto con il club. Ha esordito nell'Eliteserien in data 30 marzo, schierato titolare nella vittoria casalinga per 3-0 sul Sogndal. Il 10 agosto successivo ha segnato la prima rete nella massima divisione locale, nel pareggio per 2-2 sul campo del Molde. Tra campionato e coppa, ha disputato 34 partite con la maglia dello Stabæk, mettendo a segno una rete.

#### Chicago Fire
Il 9 dicembre 2014, il Chicago Fire ha annunciato ufficialmente sul proprio sito d'aver ingaggiato Stephens, che si sarebbe aggregato al club a partire dal 1º gennaio 2015: seguendo le norme della MLS, non sono stati rivelati i termini del trasferimento.

### Nazionale
Stephen è stato incluso nella squadra che ha partecipato al campionato mondiale Under-20 2009. Nel 2012, è stato convocato anche dagli Stati Uniti under 23.

## Statistiche

### Presenze e reti nei club
Statistiche aggiornate al 13 novembre 2017.
| Stagione                    | Club                        | Campionato                  | Campionato | Campionato | Coppe nazionali | Coppe nazionali | Coppe nazionali | Coppe continentali | Coppe continentali | Coppe continentali | Supercoppe | Supercoppe | Supercoppe | Totale | Totale |
| Stagione                    | Club                        | Comp                        | Pres       | Reti       | Comp            | Pres            | Reti            | Comp               | Pres               | Reti               | Comp       | Pres       | Reti       | Pres   | Reti   |
| --------------------------- | --------------------------- | --------------------------- | ---------- | ---------- | --------------- | --------------- | --------------- | ------------------ | ------------------ | ------------------ | ---------- | ---------- | ---------- | ------ | ------ |
| 2007                        | Chicago Fire Premier        | USL                         | 3          | 0          | -               | -               | -               | -                  | -                  | -                  | -          | -          | -          | 3      | 0      |
| 2008                        | Chicago Fire Premier        | USL                         | 5          | 1          | -               | -               | -               | -                  | -                  | -                  | -          | -          | -          | 5      | 1      |
| Totale Chicago Fire Premier | Totale Chicago Fire Premier | Totale Chicago Fire Premier | 8          | 1          |                 |                 |                 |                    |                    |                    |            |            |            | 8      | 1      |
| 2010                        | Los Angeles Galaxy          | MLS                         | 25         | 1          | USOC            | 0               | 0               | CCL                | 1                  | 0                  | -          | -          | -          | 26     | 1      |
| 2011                        | Los Angeles Galaxy          | MLS                         | 25+2       | 0          | USOC            | 2               | 0               | CCL                | 5                  | 0                  | -          | -          | -          | 34     | 0      |
| 2012                        | Los Angeles Galaxy          | MLS                         | 23+4       | 0          | USOC            | 1               | 0               | CCL                | 8                  | 2                  | -          | -          | -          | 36     | 2      |
| 2013                        | Los Angeles Galaxy          | MLS                         | 21         | 1          | USOC            | 1               | 0               | CCL                | 3                  | 0                  | -          | -          | -          | 25     | 1      |
| Totale Los Angeles Galaxy   | Totale Los Angeles Galaxy   | Totale Los Angeles Galaxy   | 94+6       | 2          |                 | 4               | 0               |                    | 17                 | 2                  |            |            |            | 121    | 4      |
| 2014                        | Stabæk                      | ES                          | 30         | 1          | CN              | 4               | 0               | -                  | -                  | -                  | -          | -          | -          | 34     | 1      |
| 2015                        | Chicago Fire                | MLS                         | 20         | 0          | USOC            | 2               | 0               | -                  | -                  | -                  | -          | -          | -          | 22     | 0      |
| 2016                        | Chicago Fire                | MLS                         | 17         | 0          | USOC            | 2               | 0               | -                  | -                  | -                  | -          | -          | -          | 19     | 0      |
| Totale Chicago Fire         | Totale Chicago Fire         | Totale Chicago Fire         | 37         | 0          |                 | 4               | 0               |                    | -                  | -                  |            | -          | -          | 41     | 0      |
| 2017                        | San Francisco Deltas        | NASL                        | 26         | 0          | USOC            | 2               | 0               |                    | -                  | -                  |            | -          | -          | 28     | 0      |
| Totale carriera             | Totale carriera             | Totale carriera             | 195+6      | 4          |                 | 14              | 0               |                    | 17                 | 2                  |            | -          | -          | 232    | 6      |

## Palmarès

### Club

#### Competizioni nazionali
- Campionato MLS: 2

Los Angeles Galaxy: 2011, 2012
- MLS Supporters' Shield: 2

Los Angeles Galaxy: 2010, 2011
- Campionato NASL II: 1

San Francisco Deltas: 2017